# Musée d'Art moderne de Fontevraud
Le musée d'Art moderne de Fontevraud est un musée d'art français situé dans l'un des bâtiments de l'abbaye Notre-Dame de Fontevraud, à Fontevraud-l'Abbaye, dans le Maine-et-Loire. Ouvert le 19 mai 2021, il présente l'ancienne collection particulière de Martine et Léon Cligman, qui comprend essentiellement de l'art moderne, et notamment un grand nombre d'œuvres de Georges Kars et Maurice Marinot.
Parmi les autres peintres représentés figurent Bernard Buffet, Eugène Carrière, Jean-Baptiste Camille Corot, Robert Delaunay, Maurice Denis, André Derain, Kees van Dongen, Raoul Dufy, Othon Friesz, Juan Gris, Roger de La Fresnaye, Albert Marquet, Pierre Puvis de Chavannes, Georges Rouault, Paul Sérusier, Chaïm Soutine, Henri de Toulouse-Lautrec, ou encore Maurice de Vlaminck.

## Collections
- Portrait de Forget en costume espagnol, par Pierre Puvis de Chavannes, 1854.
- Intérieur de cuisine à Mantes, par Jean-Baptiste Camille Corot, 1855-1860.
- Autoportrait de dos, par Henri de Toulouse-Lautrec, vers 1884.
- Buste de Balzac, par Auguste Rodin, 1892.
- Danseuse regardant la plante de son pied droit, par Edgar Degas, vers 1890-1900.
- Autoportrait, par Georges Kars, 1902.
- Le Quai des Grands-Augustins, par Albert Marquet, 1905.
- L'Homme buvant et chantant, par Roger de La Fresnaye, 1910.
- Inondation à Ivry, par Maurice de Vlaminck, 1910.
- Tête de gitane, par Kees van Dongen, vers 1910.
- Le Balcon de Silencio au soleil couchant, par Maurice Denis, 1911.
- Le Poète, par André Derain, 1913.
- Femme au marché (Portugal), par Robert Delaunay, 1915.
- Les Oranges sur fond vert, par Chaïm Soutine, 1916.
- Paysage mauve : Châteauneuf-du-Faou, par Paul Sérusier, vers 1917.
- Deux visages de femmes, par Emil Nolde, vers 1920.
- Baigneuses, Le Havre, par Othon Friesz, 1921.
- Les Mots croisés, par Juan Gris, 1925.
- L'Ukrainienne, par Georges Kars, vers 1926.
- Le Port de Toulon, par Othon Friesz, 1921.
- Nature morte au pain et au poisson, par Chaïm Soutine, 1922.
- Portrait de gitan, par André Derain, 1930.
- L'Atelier de la rue Jeanne d'Arc, par Raoul Dufy, 1942.
- Scène biblique, par Georges Rouault, 1939-1946.
- La Pomone, par Germaine Richier, 1945.
- L'Araignée I, par Germaine Richier, 1946.
- L'Orage, par Germaine Richier, 1947-1948.
- L'Ouragane, par Germaine Richier, 1948-1949.
- L'Échiquier, grand, par Germaine Richier, 1959.

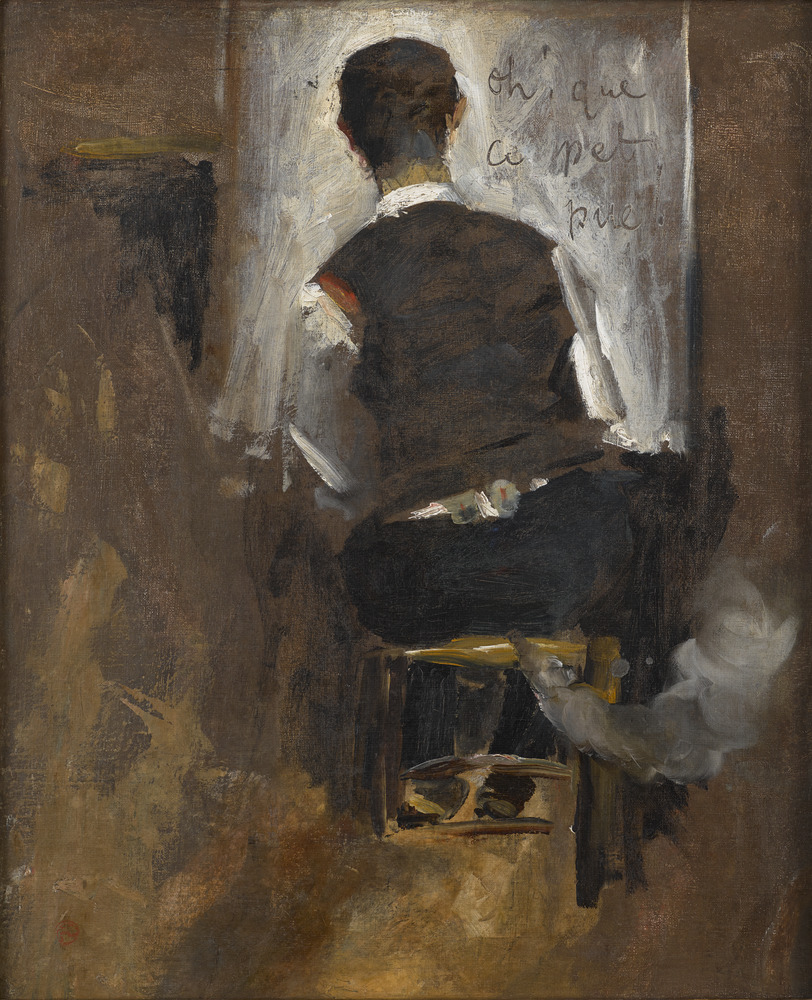
Autoportrait de dos, par Henri de Toulouse-Lautrec, vers 1884.
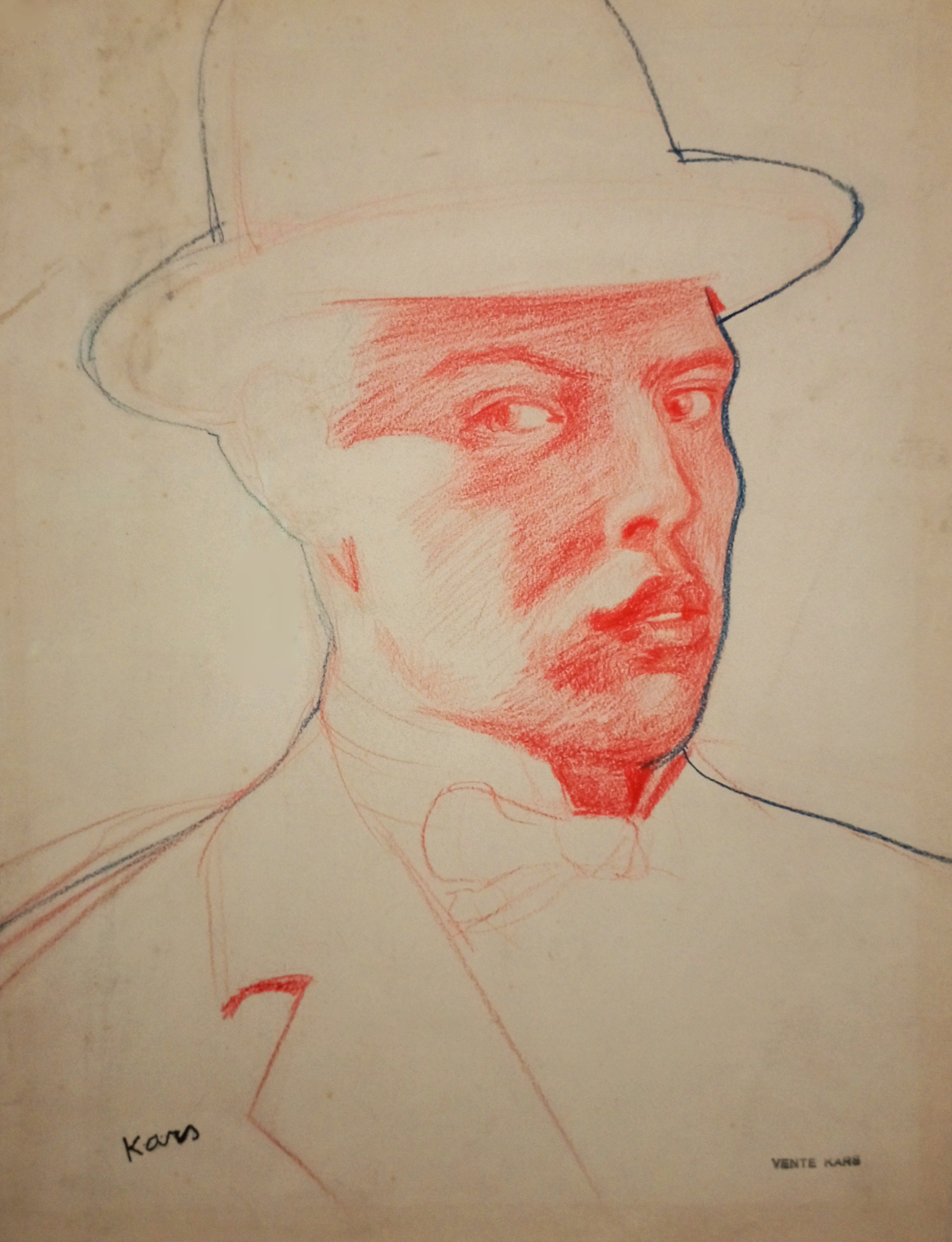
Autoportrait, par Georges Kars, en 1902.
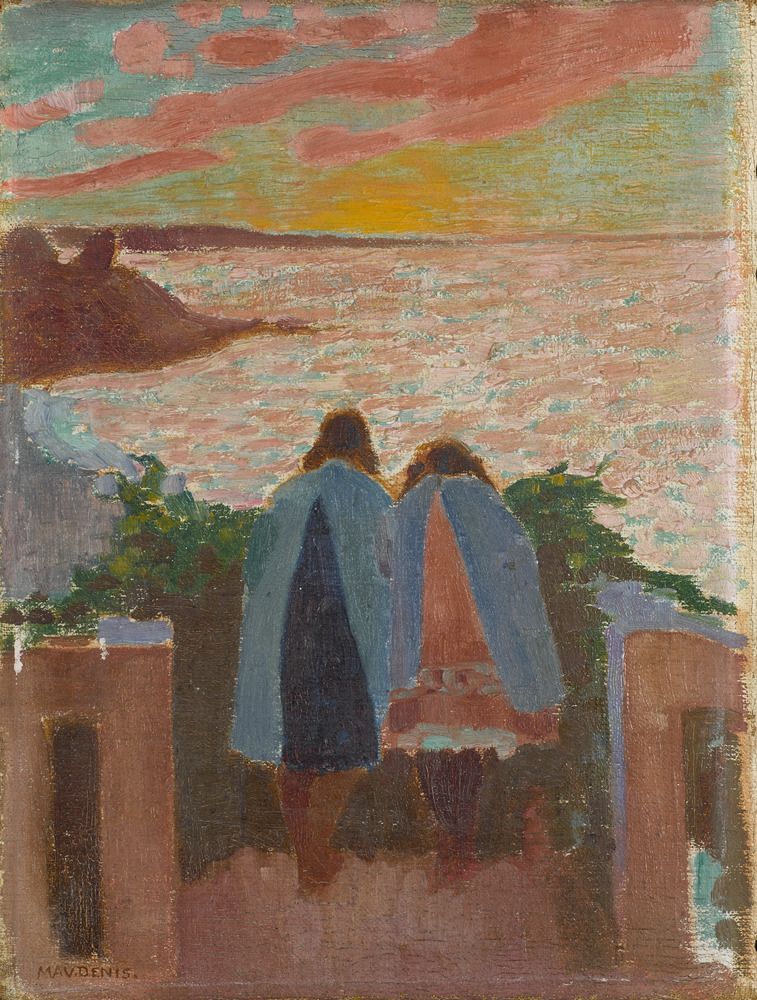
Le Balcon de Silencio au soleil couchant, par Maurice Denis, en 1911.
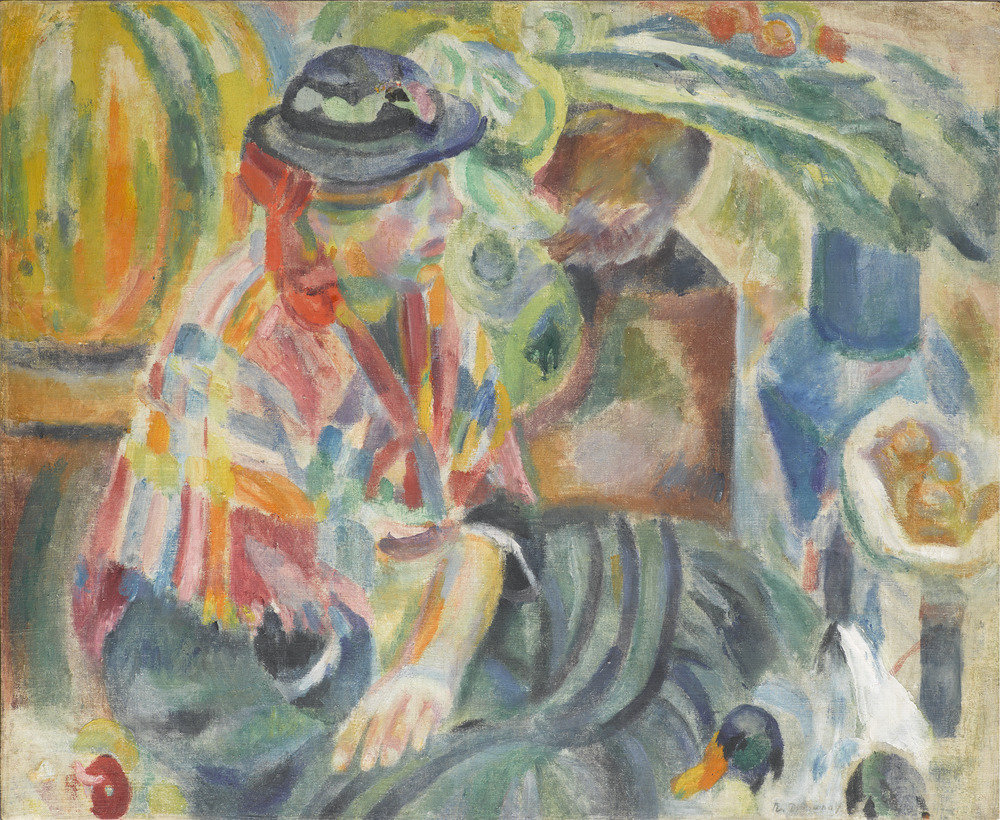
Femme au marché (Portugal), par Robert Delaunay, en 1915.
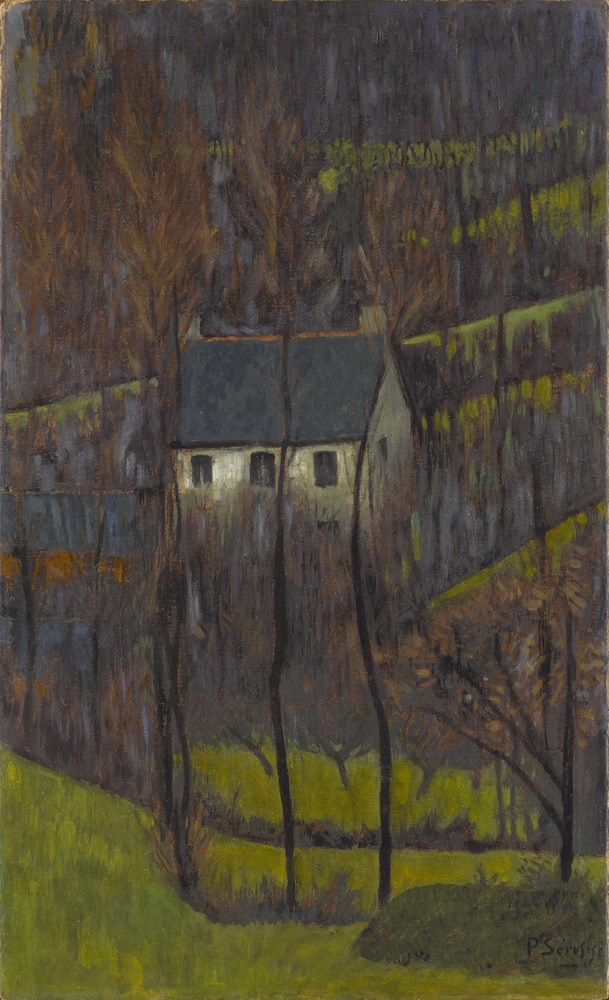
Paysage mauve : Châteauneuf-du-Faou, par Paul Sérusier, vers 1917.
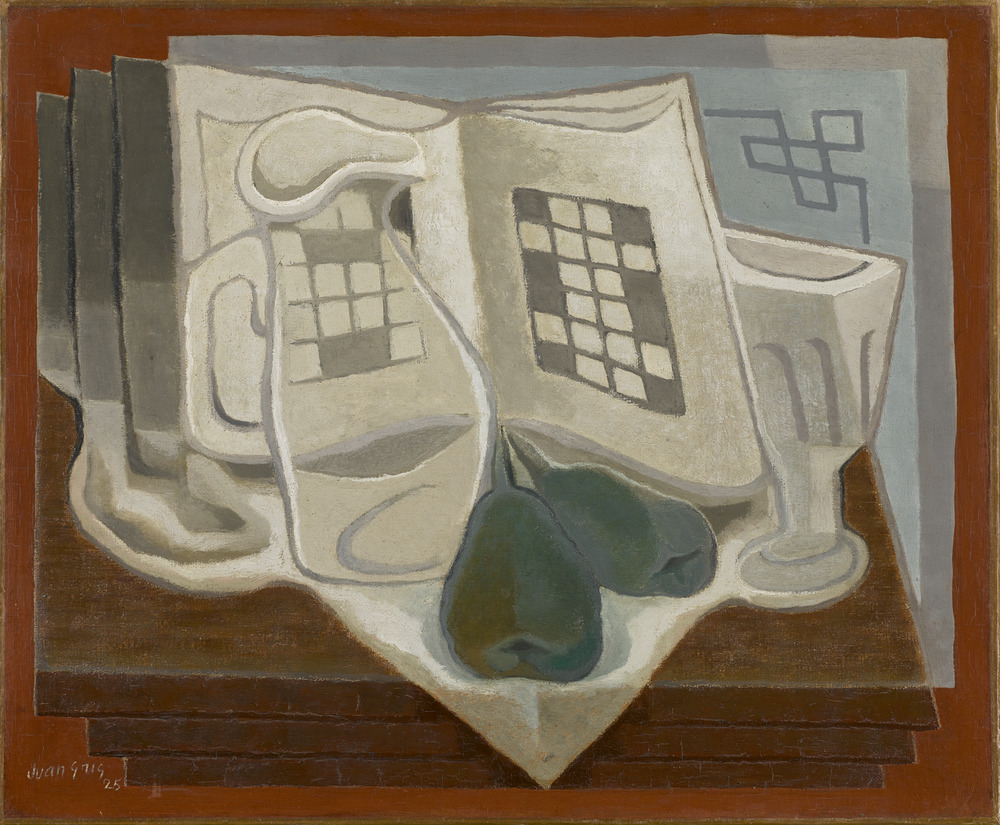
Les Mots croisés, par Juan Gris, 1925.
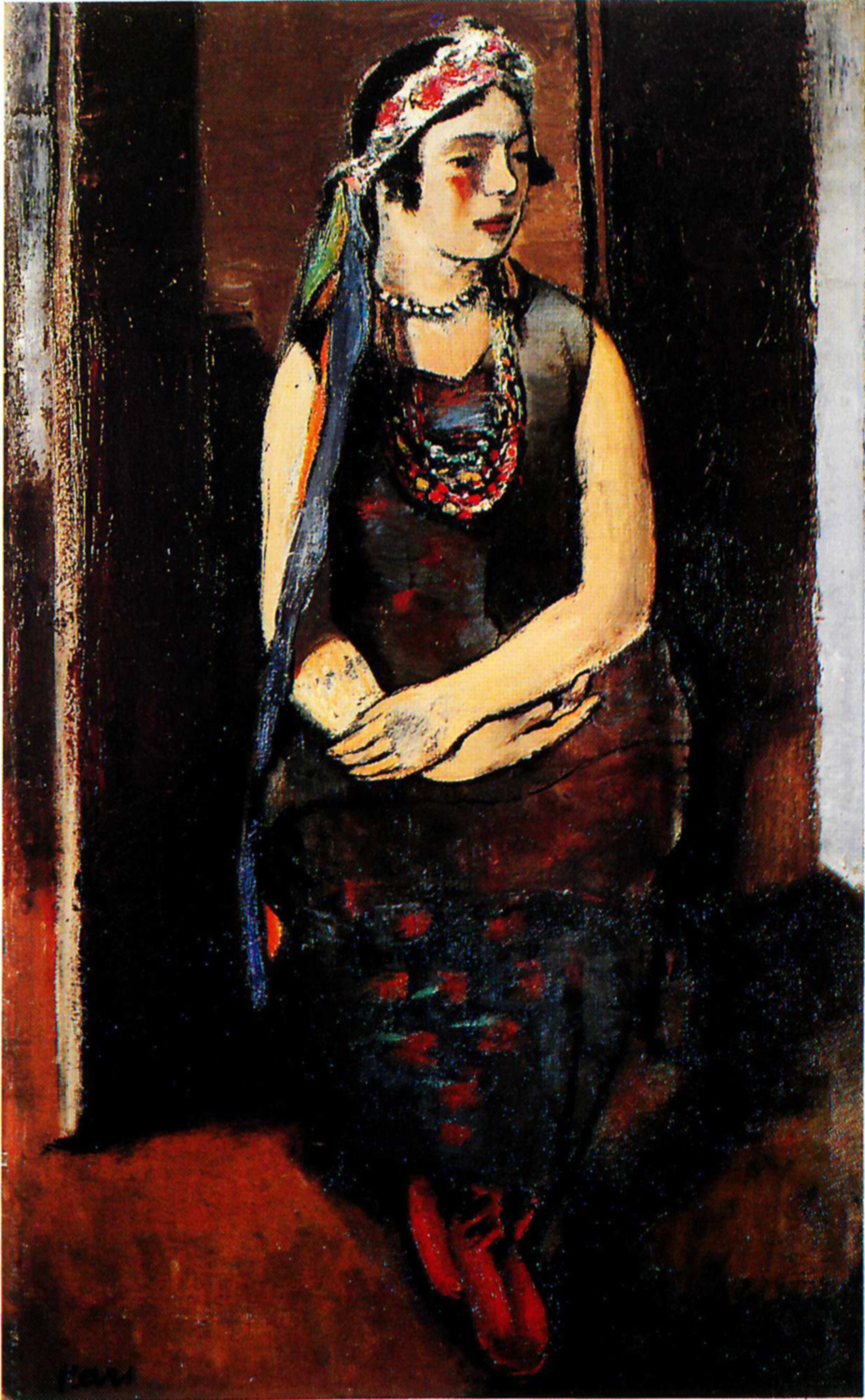
L'Ukrainienne, par Georges Kars, vers 1926.
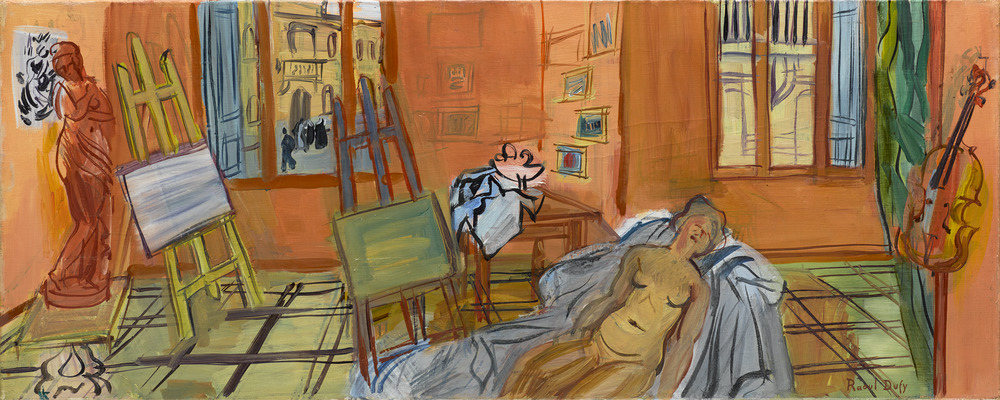
L'Atelier de la rue Jeanne d'Arc, par Raoul Dufy, en 1942.